# Sardinops sagax

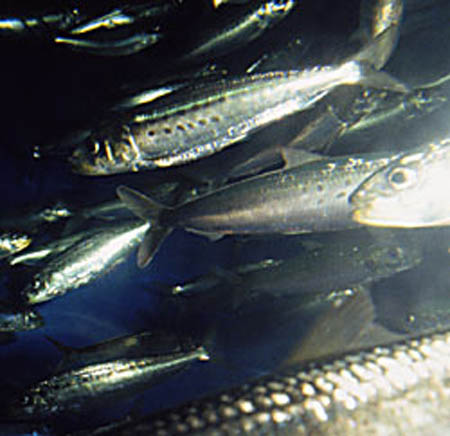
Banc de Sardinops del Pacífic

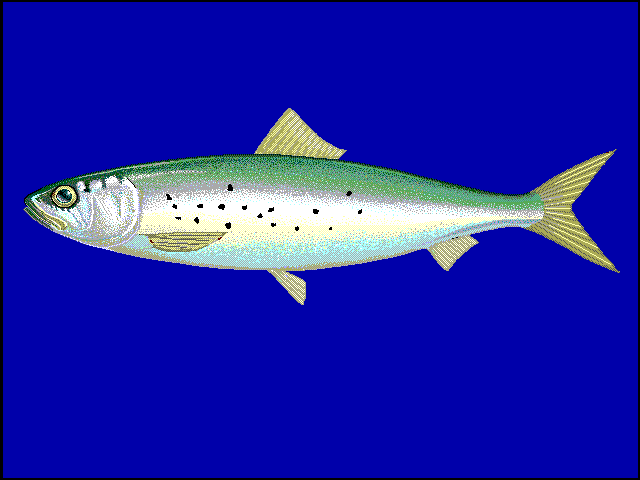
Dibuix

Sardinops sagax és una espècie de peix pertanyent a la família dels clupeids i l'única del gènere Sardinops.

## Descripció
- Pot arribar a fer 39,5 cm de llargària màxima (normalment, en fa 20) i 486 g de pes.
- Cos cilíndric i allargat.
- Nombre de vèrtebres: 48-54.
- 13-21 radis tous a l'aleta dorsal i 12-23 a l'anal.[3][4][5][6]

## Reproducció
És ovípar, amb larves i ous pelàgics.

## Alimentació
Els joves es nodreixen sobretot de zooplàncton (com ara, copèpodes) i els adults de fitoplàncton.
A Sud-àfrica és depredat per Pterogymnus laniarius, Helicolenus dactylopterus, Chelidonichthys capensis, Merluccius capensis, Merluccius paradoxus, Atractoscion aequidens, Arctocephalus pusillus pusillus, el tauró bronzat (Carcharhinus brachyurus), el tauró de puntes negres (Carcharhinus limbatus), el tauró fosc (Carcharhinus obscurus) i el peix martell (Sphyrna zygaena); a Austràlia per Arripis georgianus, Arripis trutta, Arripis truttaceus, Thyrsites atun, el tallahams (Pomatomus saltator) i ocells i mamífers marins (incloent-hi el pingüí petit -Eudyptula minor-); al Perú per Trachurus symmetricus murphyi, Merluccius gayi peruanus, Sarda chiliensis chiliensis, el bis (Scomber japonicus), Seriolella violacea, el dofí fosc (Lagenorhynchus obscurus) i l'ós marí sud-americà (Arctocephalus australis); al Japó per Champsodon snyderi, Alcichthys alcicornis, Gymnocanthus intermedius, Gadus macrocephalus, Theragra chalcogramma, Hexagrammos otakii, Physiculus japonicus, Galeus nipponensis i Triakis scyllium; a Mèxic per Tetrapturus audax i a Corea del Nord per Sphyraena pinguis. A més, també és depredat per Sarda australis, Arctocephalus pusillus pusillus, Raja alba, Raja clavata, Etmopterus compagnoi, l'agullat (Squalus acanthias), el rorqual d'aleta blanca (Balaenoptera acutorostrata), el rorqual de Bryde (Balaenoptera edeni) i la marsopa de Dall (Phocoenoides dalli).

## Hàbitat
És un peix marí, pelagiconerític, oceanòdrom i de clima subtropical (9 °C-21 °C; 61°N-47°S, 145°W-180°E), que viu entre 0-200 m de fondària.

## Distribució geogràfica
Es troba des del sud d'Àfrica fins al Pacífic oriental.

## Longevitat
- Pot assolir els 25 anys.[14][15]

## Ús comercial
Es comercialitza fresc, congelat o en conserva per a ser menjat fregit o rostit a la graella. També és emprat per a elaborar farina de peix.

## Observacions
És inofensiu per als humans.